# Найкхонгчхари
Найкхонгчхари (бенг. নাইক্ষ্যংছড়ি, англ. Naikhongchhari) — город на юго-востоке Бангладеш, административный центр одноимённого подокруга. Площадь города равна 54,39 км². По данным переписи 2001 года, в городе проживало 10 754 человека, из которых мужчины составляли 55,85 %, женщины — соответственно 44,15 %. Плотность населения равнялась 198 чел. на 1 км². Уровень грамотности населения составлял 27,9 % (при среднем по Бангладеш показателе 43,1 %). 